# Christophe Zakhia El Kassis
Christophe Zakhia El Kassis (em árabe: كريستوف زخيا - Beirute, 1 de fevereiro de 1961) é um diplomata e prelado libanês da Igreja Católica pertencente ao serviço diplomático da Santa Sé.

## Biografia
Foi ordenado sacerdote em 21 de maio de 1994, na Catedral Maronita de São Jorge de Beirute, por Khalil Abi-Nader, sendo incardinado na Arquieparquia Maronita de Beirute. É licenciado em direito utroque iuri, tanto direito canônico e direito civil.
Ingressou no serviço diplomático da Santa Sé em 19 de junho de 2000 e trabalhou nas Nunciaturas Apostólicas na Indonésia, Sudão, Turquia e na Seção de Relações com os Estados da Secretaria de Estado.
É fluente, além do árabe nativo, em italiano, inglês, espanhol, indonésio, alemão e francês.
Em 24 de novembro de 2018, o Papa Francisco o nomeou núncio apostólico no Paquistão, sendo consagrado como arcebispo-titular de Roselle em 19 de janeiro de 2019, na Basílica de São Pedro, pelas mãos de Pietro Parolin, Cardeal Secretário de Estado, coadjuvado por Dominique Mamberti, Prefeito do Supremo Tribunal da Assinatura Apostólica e por Paul Youssef Matar, arquieparca maronita de Beirute.
Em 3 de janeiro de 2023, foi transferido para a nunciatura apostólica dos Emirados Árabes Unidos.
Em 22 de julho de 2024, foi nomeado também para a nunciatura apostólica do Iêmem e como delegado apostólico para a Península Arábica.